# Canton de Seiches-sur-le-Loir
Le canton de Seiches-sur-le-Loir est une ancienne division administrative française située dans le département de Maine-et-Loire et la région Pays de la Loire.
Il disparait aux élections cantonales de mars 2015, réorganisées par le redécoupage cantonal de 2014.

## Composition
Le canton de Seiches-sur-le-Loir groupe treize communes. Il compte 12 599 habitants (population municipale) au 1er janvier 2012.
| Nom                             | Code Insee | Intercommunalité              | Population (dernière pop. légale) |
| ------------------------------- | ---------- | ----------------------------- | --------------------------------- |
| Seiches-sur-le-Loir (chef-lieu) | 49333      | CC Anjou Loir et Sarthe       | 2 978 (2014)                      |
| Bauné                           | 49019      | CC de la Vallée Loire-Authion | 1 689 (2013)                      |
| Beauvau                         | 49025      | CC du Loir                    | 266 (2013)                        |
| La Chapelle-Saint-Laud          | 49076      | CC Anjou Loir et Sarthe       | 730 (2014)                        |
| Chaumont-d'Anjou                | 49084      | CC du Loir                    | 282 (2013)                        |
| Cornillé-les-Caves              | 49107      | CC Anjou Loir et Sarthe       | 466 (2014)                        |
| Corzé                           | 49110      | CC Anjou Loir et Sarthe       | 1 757 (2014)                      |
| Fontaine-Milon                  | 49139      | CC de Beaufort-en-Anjou       | 588 (2013)                        |
| Jarzé                           | 49163      | CC du Loir                    | 1 839 (2013)                      |
| Lézigné                         | 49174      | CC Anjou Loir et Sarthe       | 774 (2014)                        |
| Lué-en-Baugeois                 | 49185      | CC du Loir                    | 335 (2013)                        |
| Marcé                           | 49188      | CC Anjou Loir et Sarthe       | 852 (2014)                        |
| Sermaise                        | 49334      | CC Anjou Loir et Sarthe       | 300 (2014)                        |

## Géographie
Situé au nord-est du département, dans le Baugeois, ce canton est organisé autour de Seiches-sur-le-Loir dans l'arrondissement d'Angers. Sa superficie est de plus de 208 km2 (20 886 hectares), et son altitude varie de 15 mètres (Corzé) à 101 mètres (Jarzé), pour une altitude moyenne de 44 mètres.
| Nom de la commune      | Surface (ha) | Alt. mini (m) | Alt. maxi (m) |
| ---------------------- | ------------ | ------------- | ------------- |
| Bauné                  | 2 099        | 22            | 76            |
| Beauvau                | 798          | 33            | 90            |
| La Chapelle-Saint-Laud | 1 063        | 28            | 98            |
| Chaumont-d'Anjou       | 1 198        | 26            | 70            |
| Cornillé-les-Caves     | 1 038        | 19            | 80            |
| Corzé                  | 3 149        | 15            | 68            |
| Fontaine-Milon         | 846          | 31            | 88            |
| Jarzé                  | 3 312        | 34            | 101           |
| Lézigné                | 930          | 17            | 63            |
| Lué-en-Baugeois        | 742          | 27            | 89            |
| Marcé                  | 2 109        | 32            | 97            |
| Seiches-sur-le-Loir    | 2 883        | 15            | 64            |
| Sermaise               | 719          | 30            | 70            |

## Histoire
Le canton de Seiches-sur-le-Loir (chef-lieu) est créé en 1790. Il est initialement intitulé « Canton de Seiche » puis « Canton de Seiches », avant de devenir en 1920 « Canton de Seiches-sur-le-Loir ».
Initialement composé des communes de Corzé, Marcé et Seiches, il est augmenté en 1791 celles de La Chapelle-Saint-Laud et Lézigné, et en 1801 de Bauné, Beauveau, Chaumond, Cornillé, Fontaine-Millon, Jarzé, Lué et Sermaise.
Le canton est d'abord rattaché au district de Baugé, puis en 1801 à l'arrondissement de Baugé, et à sa disparition en 1926, à l'arrondissement d'Angers,.
Dans le cadre de la réforme territoriale, un nouveau découpage territorial pour le département de Maine-et-Loire est défini par le décret du 26 février 2014. Le canton de Seiches-sur-le-Loir disparait aux élections cantonales de mars 2015.

## Administration
Le canton de Seiches-sur-le-Loir est la circonscription électorale servant à l'élection des conseillers généraux, membres du conseil général de Maine-et-Loire.

### Conseillers généraux de 1833 à 2015
| Période         | Période      | Identité                                                        | Étiquette             | Qualité |
| --------------- | ------------ | --------------------------------------------------------------- | --------------------- | --- |
| 1833            | 1842         | Jean Ouvrard                                                    |                       | Ancien notaire à Seiches |
| 1842            | 1848         | Charles-Jules Giraud                                            | Royaliste             | Avocat, député de Maine-et-Loire (1831-1837)                                                                                       |
| 1848            | 1852         | Jean Ouvrard                                                    |                       | Maire de Seiches |
| 1852            | 1864         | Comte Alexandre Sébastien de Bernard de Gautret-Lemotheux       |                       | Propriétaire à Lué-en-Baugeois |
| 1864            | 1871         | Eugène Berger                                                   | Majorité dynastique   | Avocat Député (1868-1870, 1876-1881, 1885-1893)                                                                                    |
| 1871            | 1882         | Michel Gailliard                                                | Républicain           | Ancien agent-voyer, maire de Seiches-sur-le-Loir                                                                                   |
| 1882            | 1909 (décès) | Vicomte Gaston de Grimaudet de Rochebouët (1847-1909)           | Conservateur          | Maire de Chaumont-d'Anjou |
| 1909            | 1928         | Alfred Rabouin                                                  | AD                    | Notaire Député (1914-1943) maire de Seiches-sur-le-Loir                                                                            |
| 1928            | 1934         | Étienne Rabouin (fils d'Alfred Rabouin)                         | AD                    | Notaire à Seiches-sur-le-Loir, conseiller d'arrondissement                                                                         |
| 1934            | 1940         | Gaston de Rochebouët (fils de Gaston de Rochebouët - 1878-1969) | Conservateur          | Maire de Chaumont-d'Anjou Membre de la Commission administrative départementale (1941-1942) Nommé conseiller départemental en 1943 |
|                 |              |                                                                 |                       | |
| 1945            | 1964         | Étienne Rabouin                                                 | DVD puis RPF puis UNR | Notaire à Seiches Président du Conseil général (1945-1952) sénateur (1948-1965)                                                    |
| 1964            | 1965 (décès) | Camille Girardeau                                               | MRP                   | Industriel - Maire de Corzé |
| 13 février 1966 | 2001         | Christian Martin                                                | CD puis UDF-CDS       | Chef d'entreprise Conseiller municipal d'Angers puis Maire de Lué-en-Baugeois Député (1993-2002)                                   |
| 2001            | 2008         | André Lainard                                                   | DVG                   | Directeur d'établissement pour enfants handicapés Maire de Seiches-sur-le-Loir (1989-2008)                                         |
| 2008            | 2015         | Marc Bérardi                                                    | DVG                   | Professeur Maire de Beauvau (2008-2015)                                                                                            |

### Résultats électoraux détaillés
- Élections cantonales de 2001 : André Lainard (Divers gauche) est élu au 2e tour avec 44,06 % des suffrages exprimés, devant Gwenaëlle Daviau (PCF) (28,2 %) et Jean-Paul Bompas (UDF) (27,74 %). Le taux de participation est de 57,03 % (4 191 votants sur 7 349 inscrits)[9].
- Élections cantonales de 2008 : Marc Berardi (Divers gauche) est élu au 2e tour avec 51,62 % des suffrages exprimés, devant Elisabeth  Marquet (Divers droite) (48,23 %) et Jean-Yves Daviau (PCF) (0,15 %). Le taux de participation est de 58,79 % (4 939 votants sur 8 401 inscrits)[10].

### Conseillers d'arrondissement (de 1833 à 1940)
Le canton de Seiches appartenait à l'arrondissement de Baugé jusqu'à sa disparition en 1926.
| Période | Période | Identité                                    | Étiquette   | Qualité |
| ------- | ------- | ------------------------------------------- | ----------- | --- |
| 1833    | 1848    | M. Gaignard de La Rauloue                   |             | Juge de paix à Seiches, propriétaire à Chaumont                                                             |
|         |         |                                             |             | |
| 1919    | 1925    | M. Bruneau                                  |             | |
| 1925    | 1928    | Étienne Rabouin                             |             | Notaire, conseiller municipal de Seiches                                                                    |
| 1928    | 1940    | Jean de Grimaudet de Rochebouët (1897-1959) | Républicain | Propriétaire agriculteur, conseiller municipal de Chaumont-d'Anjou                                          |
| 1940    |         |                                             |             | Les conseils d'arrondissement ont été suspendus par la loi du 12 octobre 1940 et n'ont jamais été réactivés |

## Démographie
| 1962  | 1968  | 1975  | 1982  | 1990  | 1999   | 2006   | 2011   | 2012   |
| ----- | ----- | ----- | ----- | ----- | ------ | ------ | ------ | ------ |
| 8 594 | 8 311 | 8 183 | 9 059 | 9 576 | 10 079 | 11 637 | 12 411 | 12 599 |